# Сан Ђовани (Пескара)
Сан Ђовани (итал. San Giovanni) је насеље у Италији у округу Пескара, региону Абруцо.
Према процени из 2011. у насељу је живело 71 становника. Насеље се налази на надморској висини од 541 м.